# Robinson Chirinos
Robinson David Chirinos Gonzalez (né le 5 juin 1984 à Punto Fijo, Falcón, Venezuela) est un receveur des Ligues majeures de baseball jouant pour les Rangers du Texas.

## Carrière
Robinson Chirinos signe son premier contrat professionnel peu après son 16e anniversaire en 2000, avec les Cubs de Chicago. Après plusieurs saisons sous contrat avec la franchise et quelques années en ligues mineures, il est transféré aux Rays de Tampa Bay le 8 janvier 2011 dans la transaction, impliquant plusieurs joueurs, qui envoie le lanceur Matt Garza chez les Cubs.
Chirinos, un receveur, fait ses débuts dans les majeures avec les Rays le 18 juillet 2011. À sa première présence au bâton, il réussit son premier coup sûr : un double aux dépens du lanceur A. J. Burnett des Yankees de New York. Chirinos frappe son premier coup de circuit le 3 août contre Carlos Villanueva. Il termine sa première année avec un circuit et sept points produits en 20 matchs des Rays. Il réussit 12 coups sûrs dont un circuit et compte 7 points produits en 20 matchs joués pour les Rays en 2011. 
Il subit une commotion cérébrale après avoir reçu une fausse balle sur son masque de receveur et rate toute la saison de baseball 2012. Après avoir effectué un bref retour au jeu avec les Navegantes del Magallanes de la Ligue vénézuélienne, il est échangé aux Rangers du Texas par les Rays le 8 avril 2013.
Chirinos est le receveur le plus utilisé des Rangers au cours des saisons 2014 et 2015.